# 왕립예술학회
왕립예술학회 (王立藝術學會, 영어: Royal Society of Arts)는 예술, 제조, 상업의 장려를 목적으로 1754년 윌리암 쉬플리에 의해 설립된 영국의 왕립 단체이다. 학회의 공식 명칭은 왕립 예술, 제조, 상업학회 (Royal Society for Arts, Manufactures and Commerce)이나 일반적으로는 왕립예술학회 (Royal Society of Arts)로 통칭된다. 학회는 1847년 왕실 헌장을 받았으며, 1908년 에드워드 7세 왕에 의해 이름에 "왕실" 용어 사용 권한을 부여받았다. 오늘날에는 전세계 80개국에서 30,000명 이상의 회원이 활동하고 있다.
왕립예술학회의 사명은 기업 강화, 과학 확대, 예술 및 제조업 개선, 상업 확장, 빈곤 완화, 완전 고용 문제 해결이다. 학회는 다양한 프로젝트와 연구를 통해 사회적 과제에 대한 혁신적이고 실용적인 해결책을 찾기 위해 노력한다. 주요 수상자로는 넬슨 만델라, 스티븐 호킹 등이 있으며, 벤자민 프랭클린 메달, 알버트 메달 등을 수여한다. 'FRSA' 칭호를 부여하는 펠로우십 제도를 운영하며, 회원들은 학회의 도서관과 중앙 런던의 기타 시설들을 이용할 수 있다.
2024년 기준으로 일반적으로 펠로우십은 RSA의 비전과 가치를 공유하는 신청자들에게 수여되며, 연간 208파운드의 기부금을 납부한다. 펠로우들은 이름 뒤에 FRSA를 사용할 수 있는 권한과 RSA 도서관 및 런던 중심부 시설 이용 혜택을 가진다.

## 역사

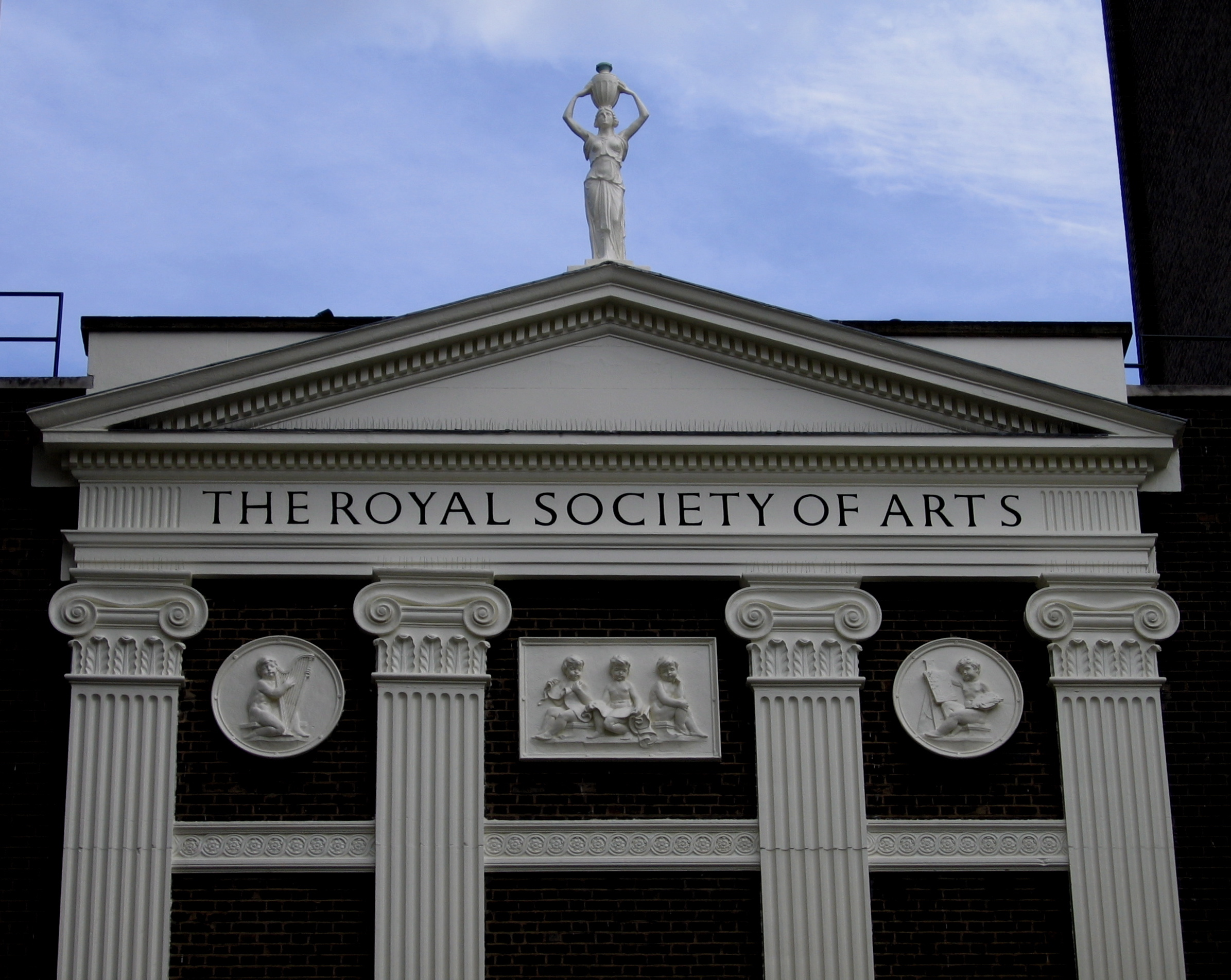
왕립예술학회, 건물 뒤편

왕립예술학회는 1754년 윌리암 쉬플리에 의해 설립되었으며, 1760년 첫 현대 미술 전시회를 개최했다. 이 전시회에는 토마스 게인즈버러와 조슈아 레이놀즈 등이 참여했으며, 이들은 이후 1768년 설립된 왕립예술원의 창립 멤버가 되었다. 19세기에는 프린스 앨버트와 헨리 콜 등이 주관한 대전시가 열렸으며, 이는 현대 산업 기술과 디자인을 기념하는 행사였다.
2023년 9월, 학회 직원들은 임금 협상이 불성실하게 이루어졌다는 이유로 학회 역사상 최초로 파업을 단행했다.

## 리더십
학회의 후원자는 엘리자베스 2세였으며, 현재 회장은 앤 공주이다. 최고 경영자는 2021년 9월부터 앤디 홀데인이 맡고 있다.

### 회장
- 1755–61: 제이콥, 포크스턴 자작
- 1761–93: 로버트, 롬니 남작
- 1794–1815: 찰스, 노퍽 공작
- 1816–43: 서섹스 공작
- 1843–61: 앨버트 공
- 1862: 윌리엄 투크
- 1863–1901: 에드워드 7세
- 1901: 프레드릭 브램웰 경
- 1901–10: 조지 5세
- 1911–42: 아서, 코노트 공작
- 1942–43: 에드워드 크로우 경
- 1943–45: E. F. 암스트롱
- 1945–47: R. B. 베넷 경
- 1947–52: 엘리자베스, 에든버러 공작 부인
- 1952–2011: 필립, 에든버러 공작[13]
- 2011–현재: 앤 공주

## 펠로우십
펠로우십은 "RSA의 비전과 가치를 공유하는" 신청자들에게 수여된다. 일부 후보 펠로우들은 RSA에 의해 그들의 업적을 인정받아 초청되거나, 기존 펠로우들과 RSA 직원들에 의해 추천 또는 "신속 처리"된다. 또는 Churchill Fellowship과 같은 파트너 기관에 의해 추천받기도 한다. 또한, 지원자가 직접 참조 문서를 첨부하여 신청서를 제출하면, RSA 이사와 펠로우십 위원들로 구성된 공식 입학 심사위원회가 이를 검토한다.
RSA의 펠로우는 이름 뒤에 FRSA를 사용할 수 있는 권한을 가지며, RSA 도서관과 런던 중심부에 위치한 기타 시설들을 이용할 수 있다. 펠로우들은 RSA에 연간 자선 기부금을 납부하며, 신규 펠로우들은 일회성 등록비도 함께 납부해야 한다.
홈페이지를 통해 신청이 가능하고, 신청서가 제출되면 RSA의 입학 심사위원회에 의해 검토된다. RSA는 비전과 가치를 공유하는 모든 사람들을 환영하는 포용적인 접근 방식을 지향한다. FAQ 내용에 따르면, 대부분의 신청자는 RSA의 가치와 일치한다는 기준을 충족하면 펠로우십을 받게 된다. 모든 펠로우들은 연간 208파운드의 기부금을 납부한다.

## 상
RSA는 처음에는 더블린 사회를 모델로 하여 설립되었으며, 설립 초기부터 100년 동안 프리미엄 어워드 스킴을 통해 '상'을 수여했다. 농업, 예술, 제조, 식민지 및 무역, 화학 및 기계 분야에서 도전 과제를 성공적으로 수행한 개인에게 메달과, 경우에 따라 금전적 보상을 제공했다. 성공적인 제출물에는 농작물 재배와 재식림에서의 농업 개선, 새로운 형태의 기계 제작, 소방을 돕기 위한 확장형 사다리 등이 포함되었으며, 이는 거의 변함없이 사용되고 있다. 또한 어린 학생들이 제출한 예술 작품도 포함되었는데, 그 중 많은 이들이 유명 예술가로 성장했다. 예를 들어, 10세의 나이에 개 그림으로 은메달을 수상한 에드윈 랜시어가 있다.
RSA는 원래 특허 솔루션에 대해서는 프리미엄을 제공하지 않았다. 오늘날 RSA는 프리미엄을 제공하고 있다.
RSA는 세 가지 메달을 수여한다 – 알버트 메달, 벤자민 프랭클린 메달, 그리고 바이센테너리 메달. 메달 수상자에는 넬슨 만델라, 프랭크 휘틀 경, 스티븐 호킹 교수가 포함된다.

### 산업 왕립 디자이너
1936년, RSA는 산업 왕립 디자이너(RDI 또는 HonRDI)라는 첫 번째 영예를 수여했으며, 이는 동료들의 판단에 따라 "산업을 위한 미적 및 효율적 디자인에서 지속적인 우수성을 달성한 소수"에게만 주어졌다.
1937년, "산업 왕립 디자이너 학부"가 설립되었으며, 이는 산업 목적을 위한 디자인의 우수성을 증진시키기 위한 목적을 가지고 있다. 학부의 멤버십은 모든 RDI 및 HonRDI에게 자동으로 부여되며, 독점적이다. 현재 학부에는 120명의 산업 왕립 디자이너(RDI)와 45명의 명예 산업 왕립 디자이너(HonRDI, 비영국 시민에게 수여되는 명예)가 있다. 한 번에 RDI 영예를 가질 수 있는 디자이너의 수는 엄격하게 제한되어 있다.
학부는 엔지니어링, 그래픽, 상호작용, 제품, 가구, 패션, 인테리어, 조경 및 도시 디자인과 같은 다양한 분야의 실무자들로 구성되어 있다. 과거와 현재의 멤버로는 에릭 길, 이니드 마르크스, 프랭크 휘틀 경, 조나단 아이브 경, 비비안 웨스트우드 여사, 제임스 다이슨 경, 팀 버너스 리 경, 마놀로 블라닉, 나오토 후카사와, 레이 가와쿠보, 이세이 미야케, 디터 람스, 세르조 피닌파리나, 알바 알토, 비코 마지스트레티, 발터 그로피우스, 찰스 임스, 리처드 버크민스터 풀러, 솔 바스, 레이먼드 로위, 조지 넬슨, 폴 랜드, 카를로 스카르파, 부오코 누르메스니에미, 마시모 비넬리, 요지 야마모토, 피터 줌터 등이 있다.

## 활동
왕립예술학회는 예술, 디자인, 교육, 사회 혁신 등 다양한 분야에서 프로젝트를 진행하고 있다. 최근에는 지속 가능성과 관련된 예술 프로젝트, 지역 사회와의 연결을 강화하는 커뮤니티 프로젝트 등을 추진하고 있다. 학회의 공공 행사 프로그램은 연설, 토론, 다큐멘터리 상영 등으로 구성되며, 대부분의 행사는 인터넷을 통해 생중계된다.

## 건물

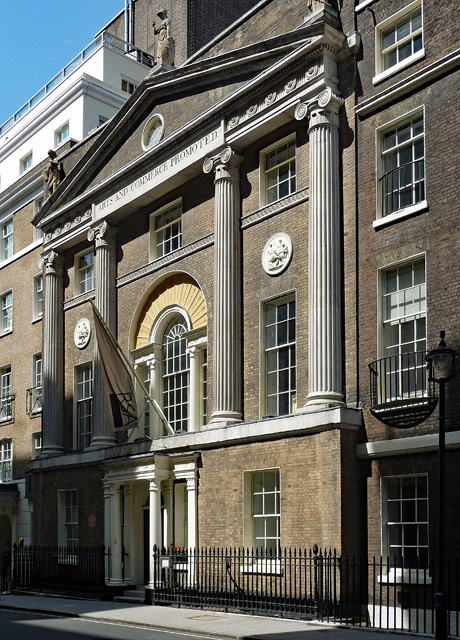
왕립예술학회 건물 앞면

왕립예술학회는 1774년부터 런던 존 아담 가에 위치하고 있으며, 이 건물은 아담 형제에 의해 설계되었다. 건물 내부에는 제임스 배리의 그림 '인간 지식과 문화의 진보'가 있으며, 토마스 게인즈버러와 조슈아 레이놀즈의 초상화가 걸려 있다. 건물은 여러 차례 확장되었으며, 현재는 2, 4, 18 아담 가에 걸쳐 있다.

## 같이 보기
- 왕립학회

## 참고 문헌
1. ↑  “The Royal Society for the Encouragement of Arts, Manufactures and Commerce: records”. 《nationalarchives.gov.uk》.
2. ↑  “RSA (The Royal Society for the Encouragement of Arts, Manufactures and Commerce)”. 《Charity Commission》. 2022년 1월 14일에 확인함.
3. ↑  “Become an RSA Fellow”. 《thersa.org》. 2022년 1월 14일에 확인함.
4. ↑  “Our privacy policy”. 《thersa.org》. 2022년 1월 14일에 확인함.
5. ↑  “About the RSA”. 《thersa.org》. 2008년 5월 24일에 원본 문서에서 보존된 문서. 2022년 1월 14일에 확인함.
6. ↑  “Information about applying for RSA Fellowship”.
7. ↑  “Join the Fellowship”. 《Royal Society of Arts》. 2022년 5월 6일에 원본 문서에서 보존된 문서. 2017년 4월 18일에 확인함.
8. 1 2 3  “Information about applying for RSA Fellowship”.
9. ↑  John R. Davies in Findling and Pelle (2008), "Encyclopedia of World's Fairs and Expositions", pp. 13–14
10. ↑  Thomas, Tobi (2023년 9월 5일). “Royal Society of Arts staff vote to strike for first time in its history”. 《The Guardian》 (영국 영어). ISSN 0261-3077. 2023년 10월 18일에 확인함.
11. ↑  “Royal Society of Arts faces first strike action”. 《BBC News》 (영국 영어). 2023년 9월 6일. 2023년 10월 18일에 확인함.
12. ↑  “Andy Haldane appointed as the new Chief Executive of the RSA”. 《The RSA》 (영어). 2021년 4월 13일. 2021년 6월 24일에 확인함.
13. ↑  AIM25 text-only browsing: Royal Society of Arts: ROYAL SOCIETY OF ARTS. 보관됨 3 3월 2016 - 웨이백 머신. Aim25.ac.uk. Retrieved on 17 July 2013.
14. 1 2  “Fellowship application FAQs”.
15. ↑  “Professor Sir Michael Berry: Prizes and Awards”. University of Bristol, UK. 2011년 3월 13일에 확인함.
16. ↑  Speakman, John. “Awards & Prizes”. 《Energetics Research Group》. University of Aberdeen, UK. 2011년 3월 13일에 확인함.
17. ↑  “Obituaries: Abdul Latif”. 《The Telegraph》. 2008년 1월 24일. 2022년 1월 12일에 원본 문서에서 보존된 문서. 2011년 3월 13일에 확인함.
18. ↑  “Membership of the RSA”. 《The Winston Churchill Memorial Trust》 (영어). 2023년 1월 1일에 원본 문서에서 보존된 문서. 2023년 1월 1일에 확인함.
19. ↑  Short, Sophie (2020년 3월 19일). “Fast track RSA membership for accredited social enterprises”. 《Social Enterprise Mark CIC》 (영국 영어). 2023년 1월 1일에 원본 문서에서 보존된 문서. 2023년 1월 1일에 확인함.
20. ↑  “Join the Fellowship”. 《Royal Society of Arts》. 2022년 5월 6일에 원본 문서에서 보존된 문서. 2017년 4월 18일에 확인함.
21. ↑  “Royal Charter and Bye-laws”. Royal Society of Arts. 2016. 2016년 8월 11일에 원본 문서에서 보존된 문서. 2018년 3월 9일에 확인함.
22. ↑  “RSA Projects”. 2010년 3월 10일에 원본 문서에서 보존된 문서.
23. ↑  “About RSA events”. 2014년 3월 28일에 원본 문서에서 보존된 문서.
24. ↑  “RSA Replay channel on Youtube”. 《YouTube》.
25. ↑  “Explore West Wycombe Village”. 《National Trust》 (영어). 2020년 10월 2일에 확인함.
26. ↑  Delafons, J (2005). 《Politics and Preservation: A Policy History of the Built Heritage 1882–1996》 (영어). London: E & F N Spon. 32쪽. ISBN 0419223908.